# Morychus aeneus
Morychus aeneus är en skalbaggsart som först beskrevs av Fabricius 1775.  Morychus aeneus ingår i släktet Morychus, och familjen kulbaggar. Arten är reproducerande i Sverige.

## Bildgalleri

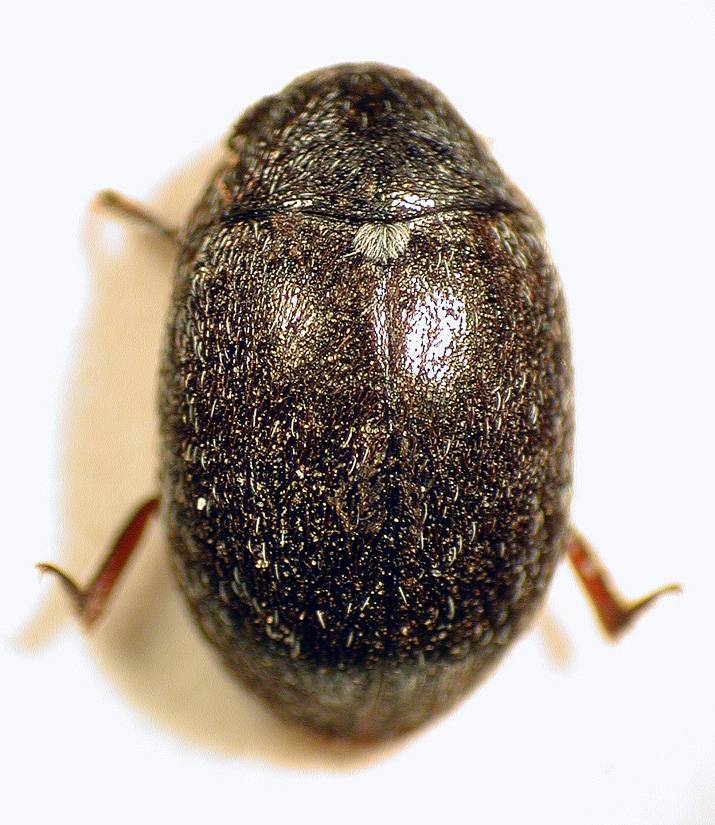